# Zsigmond Kemény
Le baron Zsigmond Kemény est un écrivain hongrois né à Alvinc le 12 juin 1814 et mort à Pusztakamaras le 22 décembre 1875. Il est considéré comme l'un des maîtres du roman historique hongrois. 

## Biographie
Il naît en Transylvanie dans une famille noble mais désargentée et, après des études de droit à Marosvásárhely, se consacre au journalisme et à la littérature. Il crée un journal en Transylvanie et soutient la politique menée par István Széchenyi. Il s'installe à Budapest en 1846 et publie son premier roman, Paul Gyulai, l'année suivante. Il est brièvement exilé pour avoir soutenu la Révolution hongroise de 1848. En 1859, il publie son roman le plus célèbre, Les Fanatiques (A rajongók). Il continue parallèlement son travail de journaliste et à participer à la vie politique, encourageant la résistance passive qui conduit au Compromis austro-hongrois. Mais il connaît des problèmes nerveux qui se répercutent sur son mental et il passe les dernières années de sa vie reclus en Transylvanie.

## Œuvres principales
- Paul Gyulai (Gyulai Pál, 1847)
- Mari et femme (Férj és nő, 1852)
- Les Tourbillons du cœur (Szerelem és hiúság, 1854)
- La Veuve et sa fille (Özvegy és leánya, 1857)
- Les Fanatiques (A rajongók, 1859)